# Деца Лондона (представа)
Деца Лондона је позоришна представа коју је режирао и написао Срђан Томовић.
Представа је реализована у продукцији позоришта ДАДОВ, као 124. премијера омладинског позоришта.
Премијерно приказивање било је 16. децембра 1989.

## Улоге
| Лица | Глумци             |
| ---- | ------------------ |
|      | Ненад Ранчић       |
|      | Ђорђе Бранковић    |
|      | Александар Симић   |
|      | Бранислав Ђорђевић |
|      | Василије Домазет   |
|      | Зоран Маравић      |
|      | Милица Михајловић  |
|      | Катарина Докучевић |